# لجنة الأمن العام
لجنة الأمن العام (Comité de sûreté générale) هي لجنة برلمانية فرنسية عملت كجهاز شرطة أثناء الثورة الفرنسية.
أشرفت اللجنة على لجان الشرطة المحلية المسؤولة عن التحقيق في تقارير الخيانة، وكانت أحدى الوكالات التي لديها سلطة إحالة المشتبه فيهم إلى المحكمة الثورية مع سلطة الإعدام باستخدام المقصلة.